# سبيده شاملو
سبيده شاملو (بالفارسية: سپیده شاملو)( 1968 في إيران ) كاتبة وروائية إيرانية مُعاصرة.
حصلت على درجة البكالوريوس في اللغة الإنجليزية. كتبت العديد من الروايات باللغة الفارسية وحازت على عدة جوائز أشهرها جائزة هوشنغ كولشيري لأفضل رواية أولى في عام 2000 عن روايتها كما أخبرت ليلي.

## المؤلفات
- كما قلت ليلي (رواية)
- احمرارك مني (رواية)
- قفاز أحمر (مجموعة من القصص القصيرة)

## الجوائز
- 2000 جائزة هوشانغ كولشيري الأدبية ، أفضل رواية أولى ، وكأنك قلت ليلي.[1][2][3]